# 陰毛
陰毛（いんもう、おんぼう、英: pubic hair）は、ヒトの陰部（生殖器）周辺に生えている毛である。別名としては、性毛、アンダーヘア、恥毛などがあるが、医学的には陰毛が統一用語である。一般的な俗称は男女を区別して、男性はチン毛、女性はマン毛と呼ぶ。

## 陰毛の生理
陰毛は、第二次性徴期における副腎皮質ホルモン（アンドロゲンなど）の分泌に従い思春期以降、男性は陰茎の増大（男性器のタナー段階III）から約1年後、女性は乳房のタナー段階IIIまたはIV（初経の1年前から3年後の間）に達した頃、また第二次性徴における身長の伸びのピークを迎えた頃から発生する（陰毛発現、pubarche）。女性は陰毛の発生より前に生じる乳房の成長開始（乳房のタナー段階IIで、ジュニアブラを着け始めるべき時期）で思春期に入った事に気づきやすいが、男性は男性器の成長開始（男性器のタナー段階II）時点で思春期に入った事に気づきにくく、身長の伸びのピークを迎えるか陰毛が発生（後述する陰毛のタナー段階Ⅱ）した時点で思春期に入った事に気づきやすい。
ほとんどの男性は男性器の成長のタナー段階IIIから約1年後に発毛する（発毛時、男性器のタナー段階は成長に個人差があるため、IIIのままかIV以降に成長しているかのどちらかとなる）が、女性は乳房の成長のタナー段階V（成人型、初経から3年後以降）になっても発毛が見られないか、僅かしか発毛しない無毛症（かわらけは俗称）(成長期を過ぎてもタナー段階 Ⅱ及びⅢのまま、Ⅳ及びⅤまで成長せずに終わってしまうこともある。)の人が僅かながら見られる。無毛症であってもホルモン剤によって発毛させる事や植毛も可能ではあるが、皮下脂肪型肥満や小児の肥満を含む肥満や視床下部性肥満（プラダーウィリー症候群）やターナー症候群等の性腺発育不全や放射線治療の被曝による副作用や脳腫瘍及び先天性等の癲癇の障害や抗てんかん薬の薬の副作用や思春期による、友人関係や家庭環境等のトラブルや受験等のストレスが原因でなければ健康上の心配はない。陰毛が男性は10歳未満、女性は8歳未満に発生すると、早発陰毛症または思春期早発症と診断される。

## 陰毛の性質
陰毛は一般に縮れ毛であり、陰部に集中して発毛する。陰毛の濃さ、面積等は個人個人の差が大きい。また頭髪と同じく、加齢等によって毛の色が白くなる事もある。生殖器周辺のみにしか発毛しない人がいる一方で、臍の辺りから臀部まで生える人もいる。
陰毛はタナー段階で以下の段階で成長していく。
1. 陰毛なし（思春期前・思春期初期）
2. 真っ直ぐ又はややカールした陰毛を見る。男性は陰茎基始部に見られ、この時点で既に思春期に入っている事に気づく。女性は大陰唇（陰裂）に沿って陰毛が発生するが、最初は大陰唇（陰裂）の内側から発生し始めるため、発生し始めは足を揃えた状態では見えにくい。
3. 陰毛が硬くカールして、恥骨結合部にまばらに拡がる。
4. 陰毛が成人型になるが、大腿中央部までは拡がっていない。女性は恥骨結合をまたいで縦長（菱形）となる。
5. 大腿部まで拡がり、逆三角形型となる。日本人女性はⅤに成らないことが少なくない。

陰毛の色は、基本的に頭髪の色と同じである。ただし頭髪が金髪であっても性器の一部が見えないように黒に染めている場合や、また頭髪はブリーチして金髪や茶髪に見えても陰毛は自然な色である事もある。

### 生物学的意味付け
意味付けで、進化の過程を経るなかで、結果的に他の霊長類と比較しても体毛量が少ないという特徴を獲得するに至った。しかしながら、頭髪や陰毛はあまり毛量が減少しなかった事についての生物学的意味付けについては諸説ある。
一般的論としては、頭髪が頭部並びに脳機能を保護する事で生存性に関連すると説明されるように、体毛が生殖器官を保護する事で、種の存続と関連するとして説明される事がある。その他の説明としては、成長過程で、生殖能力を得ると、大体同じ時期に体毛が発達して、それは生物学的な意味での性別を問わずに言えることから、性の機能的な発達に関連するとの説、あるいは性欲を発情させる誘因であることや、性交時にクッションの働きがあるなどという考えがあるが、明確にされていない。発情させる誘因は思春期になって発毛となる事が誘因であって、幼少期から、あるいは思春期を終える頃から発毛が常識的であれば、性欲を発情しないなどという考えもある。

## 陰毛の俗称
一般的な俗称は男女を区別して、男性はチン毛、女性はマン毛と呼ぶのは一般的になっている。
また、健康上問題なくて、剃毛などで処理している状態や、発毛する時期になっても、まだ陰毛が生えていない状態を俗称で「パイパン」ということもある。

## 陰毛にまつわる伝説
伝説的な話として、唐の時代の美女と言われる楊貴妃は陰毛が足に達するくらい非常に長いと言われる話がある。しかし毛乳頭によって毛が造られ一定の期間に渡って伸び、やがて抜け落ちるという毛周期により話程長くなる事はないと考えられる。
また陰毛の生え際の形によって性格や健康状態などが判るという、一種の占いもある。陰毛が濃く広範囲に生えている人は、「情が深い」と言う者もいる。
かつての日本では、召集された兵士が妻や恋人の陰毛を「弾（タマ）除け」のお守りとして戦地へ持参したという話やプロ麻雀師が一大勝負に赴く時に懇意の情婦の陰毛を「運気が向上する」とお守りとして持参したという話もあり、これに倣って陰毛が受験や賭け事や勝負事でのお守りになるという言説もしばしば見られる。
科学的な根拠があるという訳ではないこれらの例も性を神秘的な物と捉える、古い時代からの性器崇拝の名残りであるといえよう。
群馬県上野村には陰毛伝説が二つある。一つは弟橘姫が神流川を渡るために着物の裾をからげたところ陰毛が露になり、動転して御子神を川に落とした話で、それを起源とする祭礼「お川瀬下げ神事」（県指定重要無形民俗文化財）が毎年続けられている。また、慶長年間に川が氾濫した際、約60mの毛が橋に流れ着き、占ったところ野栗権現の陰毛であることがわかり、大切に祀ったという話で、その後何度橋を架け替えても大水で破損してしまうのは権現が恥じているからだと伝わったという。

## 陰毛とその表現

女性の陰毛のヘアスタイルの一例

西洋では宗教による禁欲主義的な思想の影響等から、陰毛や性器の表現が抑制される傾向が古くからあった。しかし、古代ギリシアに造られたアリストパネスの喜劇『女の平和』には浴場での女性同士の会話として話相手の陰毛が綺麗に脱毛されている事に言及する場面がある。また、イタリアルネサンスの代表的な芸術家であるミケランジェロの彫刻・ダビデ像（1504年）には若い男性の陰毛が表現されている。
女性の裸体を描いた絵画や彫刻は古代から数多く存在するがはっきりと陰毛が描かれる様になったのは、19世紀後半のギュスターヴ・クールベによる『世界の起源』（1866年）や20世紀の前半に活躍したベルギーのポール・デルヴォーの絵画辺りからである。女性の陰毛が表現されるのが遅くなったのは西洋においては古代ギリシャ以来、美しい女性は陰毛を含めて体毛を抜いておくのが身だしなみだとされていた事が大きな要因と考えられる。
日本では、江戸時代の春画にしばしば陰毛が描かれているが、明治維新後に制定された刑法175条によって陰毛が描かれたものは猥褻であるとされ、メディアにおいてその表現は長い間禁じられていた。しかし東京国際映画祭の招待作品であったジョージ・オーウェル原作の映画『1984』に女性の陰毛が露わになるシーンがあって問題となったが、招待作品である事から特例として映像を修正することなく上映することが認められた。それ以後、いわゆるヘアヌードと呼ばれるヌード写真が刑法で猥褻と見なされることは事実上なくなり、映画やビデオなど様々なメディアにおいて陰毛の描写については規制が緩和された。逆に、陰毛規制が行われていた頃には発毛前の少女のヌードには規制が行われなかったものが、むしろ児童ポルノ規制の強化によって許されなくなった。
テレビなどで放映される時には陰毛が写っているとモザイクやぼかしなどによって修正されるが、一部の番組では陰毛が写っていても修正されない場合がある。ビデオによる撮影では陰毛が写っているシーンがあるとモザイクをかけるが、俗に言われる裏ビデオではモザイクによる修正をしない場合が多い。また生放送では陰毛が映っているシーンがあるがいきなり修正することができず、画面を切り替えたりカメラを違う視点に変えたりするなどそれらに対処する術が難しい。このように日本国内での規制・自主規制はいまだに厳しいが、韓国では陰毛の写った媒体を曝け出すと日本よりも厳しい罪に問われることがある。
欧米のほとんどの国々では陰毛や性器を映像とする事自体は自由であり、青少年の目に触れないようにするという観点からの規制が存在するのみである。しかし、国によってはヌーディズムのために裸体でいることを認められた特定の区域以外において人前で陰毛を含めた陰部を見せると犯罪となる場合もある。
なおヨーロッパではベネトンがエイズ撲滅キャンペーンの一環として数十人の老若男女の陰毛・外性器の写真を並べた新聞広告を出したことがあるが、この時は特段の問題にはなっていない。
この他、雑誌などにおいて人体のことを取り上げ、何故陰毛が生えてくるのかという記事がしばしば見られる。
アダルトビデオ制作現場においては下腹部の脱毛が普及した2020年代以降、陰毛があるほうが望ましいと考えられている。SODクリエイトのわっしょい佐藤プロデューサーは2023年のインタビューで「ルックスが同じくらいで、陰毛アリとナシの子がいたら、アリの子を選ぶ」。「実はパイパンの女優の作品よりも陰毛の濃い女優の作品のほうがセールスがいい」と回答している。佐藤はその理由を「AVはタブー感を出すのが大事で、陰毛があるほうがわいせつ感があっていい。汚いところを見られたり、舐められたりする恥ずかしさみたいなのも陰毛があったほうが強調される」と陰毛にネガティブイメージを持たれるほどAVでは陰毛が好まれると解説した。またパイパン＝プロっぽいというイメージから「素人作品」のキャスティングでは陰毛がある女優を意識的にキャスティングしているという。
AVライターの安田理央は2023年時点でパイパンが標準となった欧米のポルノ業界において「フサフサの陰毛」がフェチジャンルとして扱われていることに言及。日本国内においても「陰毛アリ」が売り文句や、フェチとして扱われる日も遠くないと論じた。

## 陰毛と衛生
毛じらみ症は、陰毛に寄生して繁殖する小さな吸血昆虫であるケジラミが性行為の相手から移ってくることにより発症し、激しい痒みを引き起こす。診察を受け、剃毛して軟膏を塗るなどの治療が必要である。
包茎手術や帝王切開あるいは虫垂炎の手術など、性器やそれに近い部位の手術を実施する場合には毛根で雑菌が繁殖して術後の化膿を防ぐために剃毛が行われることがあるが、剃毛によって引き起こされる感染症のリスクもあることから、剃毛をできるだけ省いている病院もある。切開を伴わない通常の分娩でも剃毛が行われてきたが、意味がないという事から剃毛せずに分娩する医師が増えている。
男性は、仮性包茎の包皮に陰毛が引き込まれ、ペニスが動く事により陰毛が引っ張られて痛みを生じることがある。陰毛を包皮から取り出せば済む事であるが、ペニスが陰毛に触れないように分離する構造の下着も発明されている。仮性包茎の手術を勧める広告には、陰毛が包皮内の恥垢に触れることで雑菌の繁殖がうながされることが書かれている場合が少なくない。しかし日常的に性器を洗って清潔にしておく事で解消できる問題であり、商業主義的な広告であるとの見方もある。
男性の場合、尿道口は陰茎先端に位置するため、排尿時に陰毛に尿が付着することはないが、女性の場合尿道口が陰毛より内側に位置するため、生え方によっては排尿の度に残尿が付着し、不衛生になりやすい。女性は排泄の後、トイレットペーパーを使用するにあたっては前から後ろへ向かって拭くように幼児期から育てるべきだというのが常識となっているが、これは大便内に存在する大腸菌などが性器やその周辺の陰毛に付着して繁殖しないようにとの配慮からである。また、陰毛に付着した残尿は振り落とすことができないため、トイレットペーパーで拭いとる必要がある。剃毛等により陰毛を喪失した女性や発毛前の女児であっても、大陰唇や陰裂内部の残尿を除去するためにトイレットペーパーを使用する必要があることに変わりはないが、陰毛を除去することで拭き取るべき残尿の量が減り、陰毛がない分トイレットペーパーをよりダイレクトに性器に当てることが可能となる。このため後始末が楽になり、排尿後の局部をより清潔に保ちやすくなる。加えて、緊急避難的に野外で排尿した場合など、紙による後始末が不可能な状況下において、剃毛した女性は排尿後の着衣の濡れや汚れが軽減されやすい。ただし、それでもなお残尿が男性と同程度にまで軽減されることはないため、ティッシュペーパーが使えるのであれば拭いた方がよいことに変わりはない。
また腋にあるアポクリン汗腺の分泌液によって強い臭いが出るわきがと同様に、陰部のアポクリン汗腺によるすそわきがもある。わきがはわきのアポクリン汗腺を外科的に取り除いてほぼ完全になくすことができるが、すそわきがの場合には永続的な効果のある治療は困難である。陰毛を永久的に脱毛して日常的に陰部をよく洗浄して清潔にしておく事によって、生活に支障のない程度の効果は期待できるようである。

## イスラム教での扱い
イスラム教では、陰毛とわき毛は1週間に1回、最低でも15日間に1回除去する。ムハンマドの言行録『ハディース』には陰毛を剃ることが記載されている。体を清潔にすることと、結婚において配偶者がお互いに対し清潔に見えるよう気遣うことを重んじている。

## 陰毛を剃ることの意義
ハイレグ水着などを着る場合に隠毛を剃らないとはみ出してしまう場合がある。特にレースクイーンやキャンペーンガールなどの場合、かつてはハイレグ水着を着用することが多かったが、1990年代前半にヘアヌードが解禁される以前は隠毛を見る機会がなく、いわゆるハミ毛はマニアの間で流行した。陰毛処理が甘い場合、ハミ毛が生じることになる。
「パイパン」の項目も参照。